# Pedro José de Parras
Pedro José de Parras (Pancrudo, ? – Zaragoza, 1787) fue un religioso español.

## Biografía
Natural de Pancrudo, fue fraile franciscano en los conventos de la orden en Zaragoza y La Almunia de Doña Godina. En 1748 embarcó rumbo a las misiones que su orden tenía en el Río de la Plata.
Parras visitó durante los años siguientes las misiones del Paraguay, publicando un Diario y derrotero de sus viajes (1749-52) con sus experiencias. Fue durante el periodo definidor, juez de recursos y visitador. El obispo de Paraguay Manuel Antonio de la Torre lo tomó como consejero en 1759. También colaboró con Pedro de Cevallos, gobernador real de Río de la Plata. Si bien las tensiones entre el poder real y los jesuitas iban en auge, Parras mantenía una postura moderada que influyó en la del gobernador. En 1759 visitó también las Misiones Orientales en el río Uruguay.
En 1766 Parras viajó a España como representante de los franciscanos rioplatenses ante el capítulo general de la orden en Valencia. Tras ello consta su paso por conventos de la orden en Madrid (donde fue secretario del Archivo General de las Indias), Borja y Zaragoza.
Como confidente y miembro del círculo de confianza del gobernador Pedro de Cevallos le acompañó en 1775 en su segunda expedición a Río Grande como teniente-vicario general. Cevallos se convertiría en 1776 en el primer virrey del Río de la Plata e intentaría infructuosamente promover la candidatura de Parras al obispado de Buenos Aires y al de Valparaíso. Parras, por el contrario, se había ganado numerosos adversarios dentro de su orden,  destacando a Antonio Abián, cuya obra había criticado Parras, y Manuel de Vega, comisario de Indias.
Sin lograr el rango episcopal, Parras fue profesor de teología y llegaría a ser rector de la universidad de Córdoba desde 1778. Parras tuvo que lidiar tanto con la situación de la universidad tras la expulsión de los jesuitas y su entrega a los franciscanos como con la conflictividad estudiantil que había estallado durante el rectorado previo de Pedro Nolasco Barrientos.  Fue igualmente guardián del convento franciscano en Buenos Aires, definidor y padre de la provincia franciscana.
El conflicto entre las autoridades civiles y religiosas también alargó la aprobación de su nueva obra por la censura. Esta finalmente vio la luz en 1783 bajo el título Gobierno de los regulares de la América, dedicada a las órdenes religiosas en América y su labor misionera. La obra era crítica con el Comisariado General de Indias, que dependía de la corona, y con el escaso interés de los mandatarios europeos de su orden en la problemática local en América.
En 1784 dejó el cargo de rector, regresando a España y pasando sus últimos como guardián del convento franciscano de Zaragoza. Fue igualmente calificador del Santo Oficio en Aragón y examinador sinodial.